# (2201) Oljato
(2201) Oljato est un astéroïde Apollon découvert le 12 décembre 1947 par H. L. Giclas à Flagstaff. Il est classé comme potentiellement dangereux.